# Droga wojewódzka 110
Die Droga wojewódzka 110 (DW 110) ist eine polnische Woiwodschaftsstraße, die die Woiwodschaftsstraßen DW 102 bei Lędzin (Lensin), DW 103 bei Cerkwica (Zirkwitz) und die DW 105 sowie die DW 109 bei Gryfice (Greifenberg) miteinander verbindet. Die Gesamtlänge der Straße beträgt 23 Kilometer.
Die DW 110 führt in Nord-Süd-Richtung innerhalb der Woiwodschaft Westpommern durch den nördlichen Teil des Kreises Gryfice (Greifenberg).

## Straßenverlauf
Woiwodschaft Westpommern
- Powiat Gryficki (Kreis Greifenberg)
  - Lędzin (Lensin) (DW 102 →  Trzebiatów (Treptow an der Rega) – Bogusławiec (Charlottenhöhe) – Kołobrzeg (Kolberg) bzw. → Rewal (Rewahl) – Dziwnówek (Walddievenow) – Międzyzdroje (Misdroy))
  - Skrobotowo (Schruptow)
  - Karnice (Karnitz)

- X ehemalige Bahnlinie: Kamień Pomorski (Cammin/Pommern) – Trzebiatów (Treptow an der Rega) X
  - Mojszewo (Groß Moitzow)
  - Cerkwica (Zirkwitz) (DW 103 → Trzebiatów (Treptow an der Rega) bzw. → Świerzno (Schwirsen) – Kamień Pomorski (Cammin/Pommern))
  - Witomierz (Johannishof)
  - Przybiernówko (Deutsch Pribbernow)

- X Staatsbahnlinie 402: Goleniów (Gollnow) – Koszalin (Köslin) X
  - Gryfice (Greifenberg) (DW 105 → Świerzno (Schwirsen) und DW 109 → Płoty (Plathe) bzw. → Trzebiatów (Treptow an der Rega))